# Bons Primos
Bons Primos ou mais genéricamente Primos eram como se designavam os membros entre si da organização secreta de carácter político-religioso Carbonária.
O termo apareceu sempre ligado à Maçonaria Florestal sendo sinónimo de informalidade e proximidade numa organização que enquanto associação secreta, exerceu a sua principal actividade desde o fim do sec XVIII a meados do século XIX, os primeiros carbonários nas suas comunicações, usavam expressões próprias dos ofícios porque eram denominados os seus membros em Itália (carbonari - carvoeiros) e, em França (fendeurs - lenhadores).
Estes tratavam-se entre si por Tu, em Portugal (na Carbonária Portuguesa) e noutros países, este tratamento, que era familiar e informal entre os seus membros, existia para não haver barreiras sociais que pudessem impedir o livre desenvolvimento de acções, o uso da palavra e a igualdade formal de todos dentro da organização.